# Damoclash
Damoclash is een organisatie die regelmatig een terugkerend cultureel festival organiseert in Amsterdam. Damoclash is een samenwerkingsverband van een dertigtal Amsterdamse (kunst)studenten en jongeren. Damoclash probeert de mensen bij elkaar te brengen en de kunst weer op de straat brengen. Het festival trekt vooral publiek dat bestaat uit jonge kunstenaars en studenten. 
Damoclash heeft als doel  een alternatief te bieden binnen het uitgaansleven voor het commerciële en op de consument gerichte uitgaansgelegenheden. De organisatie wil op die manier een bloeiende stad creëren waarin mensen worden uitgedaagd samen te werken, ideeën te ontwikkelen en te creëren De bezoekers kunnen dan ook op de door Damoclash georganiseerde avonden artistieke en maatschappelijk relevante ideeën uitwisselen. Hierbij ligt de nadruk op interactie tussen kunstenaars en publiek en ook kunstenaars onderling.
Sinds de ontruiming van het pakhuis "Afrika" is de organisatie dakloos en leidt deze een zwervend bestaan; tot nu toe van het Vondelpark, naar de M.S. Stubnitz tot aan OT 301. 